# SV Schwarzach im Pongau
Der SV Schwarzach ist ein österreichischer Fußballverein aus der Gemeinde Schwarzach im Pongau.

## Geschichte
1945 wurde der Gesamtverein nach dem Krieg wieder begründet. Fußball gespielt wurde in Schwarzach jedoch auch schon vor dem Zweiten Weltkrieg. Im Mai des Gründungsjahres wurde auf der „Kössner Haide“ in der Salzachau ein Sportplatz errichtet.
1946 erfolgte der Einstieg in den Ligabetrieb. Bereits 1951 erfolgte der Aufstieg in die Landesliga Süd.
1956 gelang sogar der Aufstieg in die Tauernliga die damals zweithöchste Spielstufe in Österreich. In den nächsten Jahren pendelte der Verein zwischen 1. Klasse Süd und Landesliga.
Im Jahr 1978 gelang der Aufstieg in die Tauernliga Nord. In den darauffolgenden Jahren spielte der Verein in der 1. Klasse Süd bzw. in der neu installierten 2. Landesliga Süd.
Im Jahr 1997 gelang wiederum der Aufstieg in die 1. Landesliga und im Jahr 2000 sogar in die Regionalliga West, wo sich der Verein für 2 Saisonen halten konnte, bevor wieder der Abstieg in die 1. Landesliga angesagt war.
Seit 2004 gibt es eine Zusammenarbeit mit dem Sportverein aus St. Veit.

## Erfolge
- Meister Landesklasse Nord (1956)
- Meister Landesliga (1978, 1997)

## Bekannte Spieler
- Kurt Leitner